# 제1대 그렌빌 남작 윌리엄 그렌빌

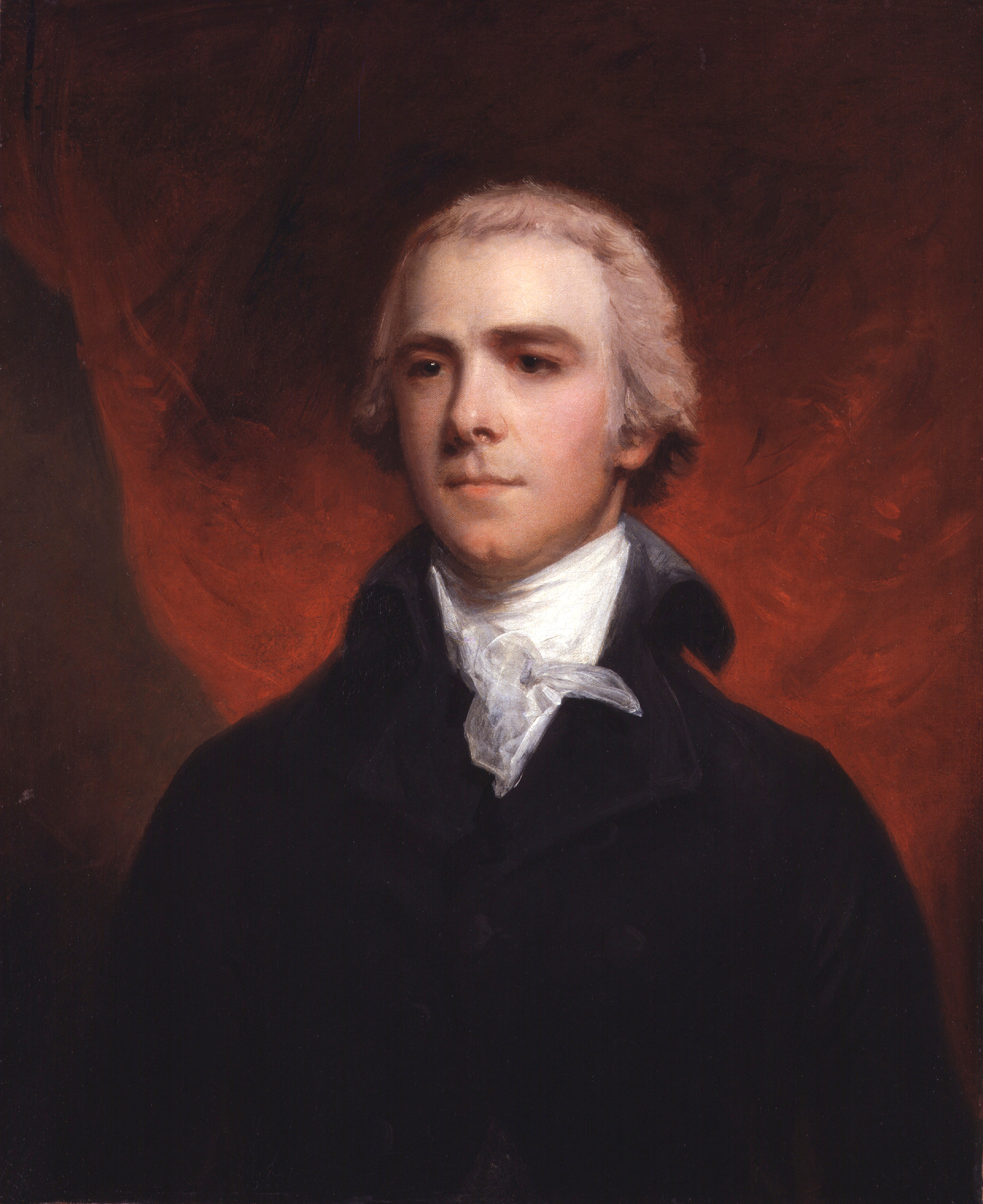
제1대 그렌빌 남작

제1대 그렌빌 남작 윌리엄 그렌빌(영어: William Grenville, 1st Baron Grenville, 1759년 10월 25일 ~ 1834년 1월 12일) 경은 영국의 정치인으로서 1806년에서 1807년까지 영국의 총리를 역임했다.
그는 총리를 지낸 정치인 조지 그렌빌의 아들로서, 1782년 하원의 국회의원으로 선출되어 소 피트와 가깝게 지냈다. 본래 휘그당의 정치인으로서 나폴레옹 전쟁기에도 활동하였으나 전후 토리당 세력과도 가까이 지내 사이가 원만한 편이었다.
1806년 거국 내각을 이끌던 토리당의 피트 총리가 병사하자 휘그당의 그렌빌이 후임 수상이 된다. 그리고 토리당 인물도 대거 등용하는 등 협치 내각을 구성하려고 했지만, 피트와 사이가 좋지 않던 휘그당, 토리당내 몇몇 인사들의 내각 참여 문제로 피트 추종 세력들의 반발을 사게 되자, 기반을 강화하기 위해 선거를 치러 승리하게 된다.
재임기간 1807년 영국의 노예 무역 제도가 폐지되는 등의 성과가 있었으나(참고로 영국의 노예제 자체는 1833년 폐지된다), 가톨릭교도가 장교로 복무 가능하게 하는 법을 만들려다 이에 반대한 조지 3세에게 해임당하고 만다.